# Botanischer Garten Duschanbe
Koordinaten: 38° 36′ 9,9″ N, 68° 46′ 48,5″ O

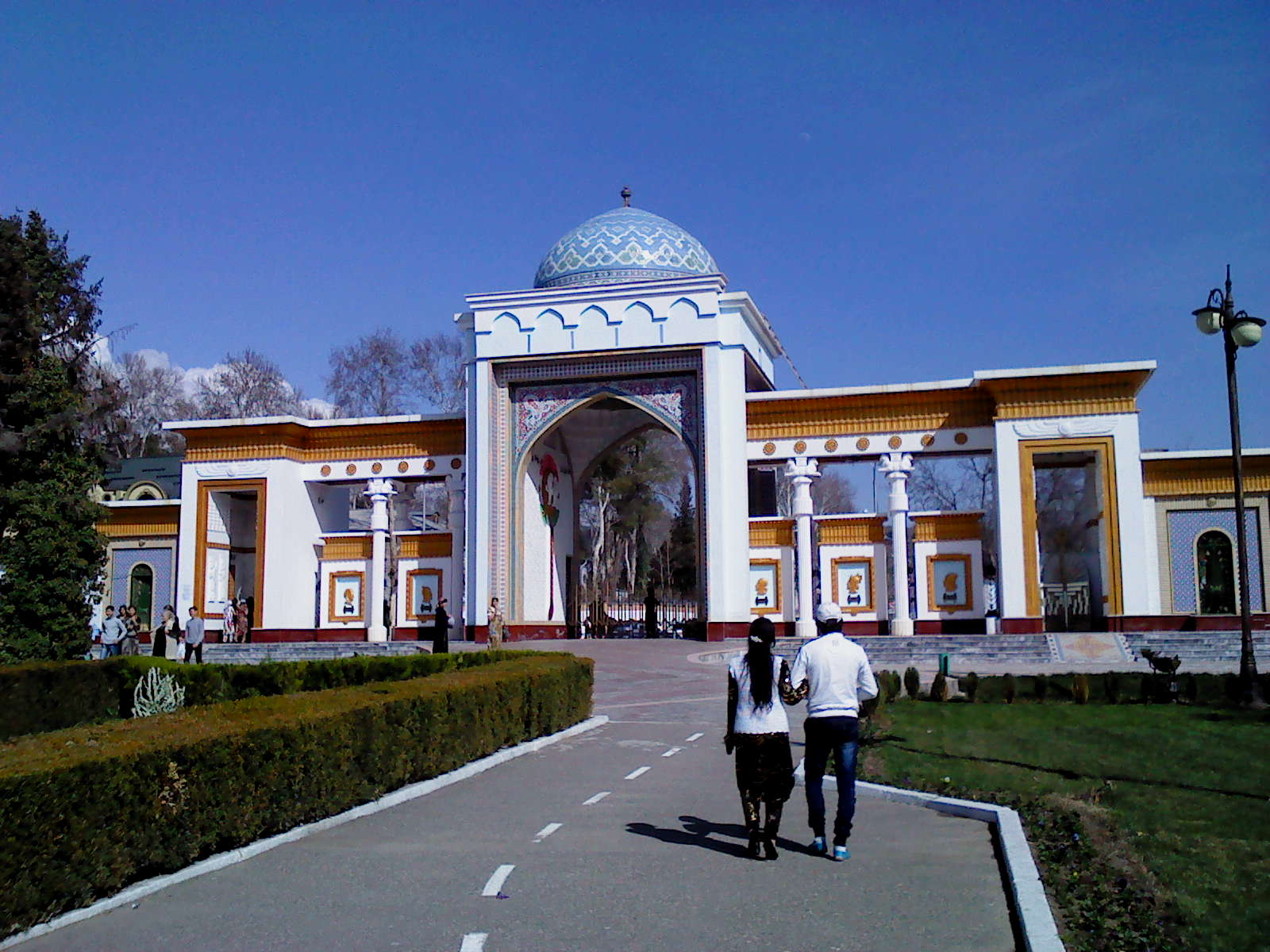
Eingangsportal des Botanischen Gartens

Der Botanische Garten Duschanbe (tadschikisch Боғи Ботаникӣ, auch: Botanischer Garten der Akademie der Wissenschaften Tadschikistans) liegt im Norden von Duschanbe, der Hauptstadt Tadschikistans. Der Garten beheimatet mehr als 2000 Pflanzenarten und ist die größte Anlage dieser Art in Tadschikistan.

## Geschichte
Der Botanische Garten wurde im Jahr 1933 gegründet und ist damit einer der ältesten seiner Art in der ehemaligen Sowjetunion. Die Anlage wurde maßgeblich von Mitarbeitern des Botanischen Institutes in Duschanbe gestaltet und in den Jahrzehnten nach seiner Gründung stetig erweitert. Die längste Zeit seiner Geschichte stand der Botanische Garten Duschanbe unter der Verwaltung der Akademie der Wissenschaften Tadschikistans, heute obliegen die Pflege und Verwaltung der Anlage der Präsidialverwaltung.

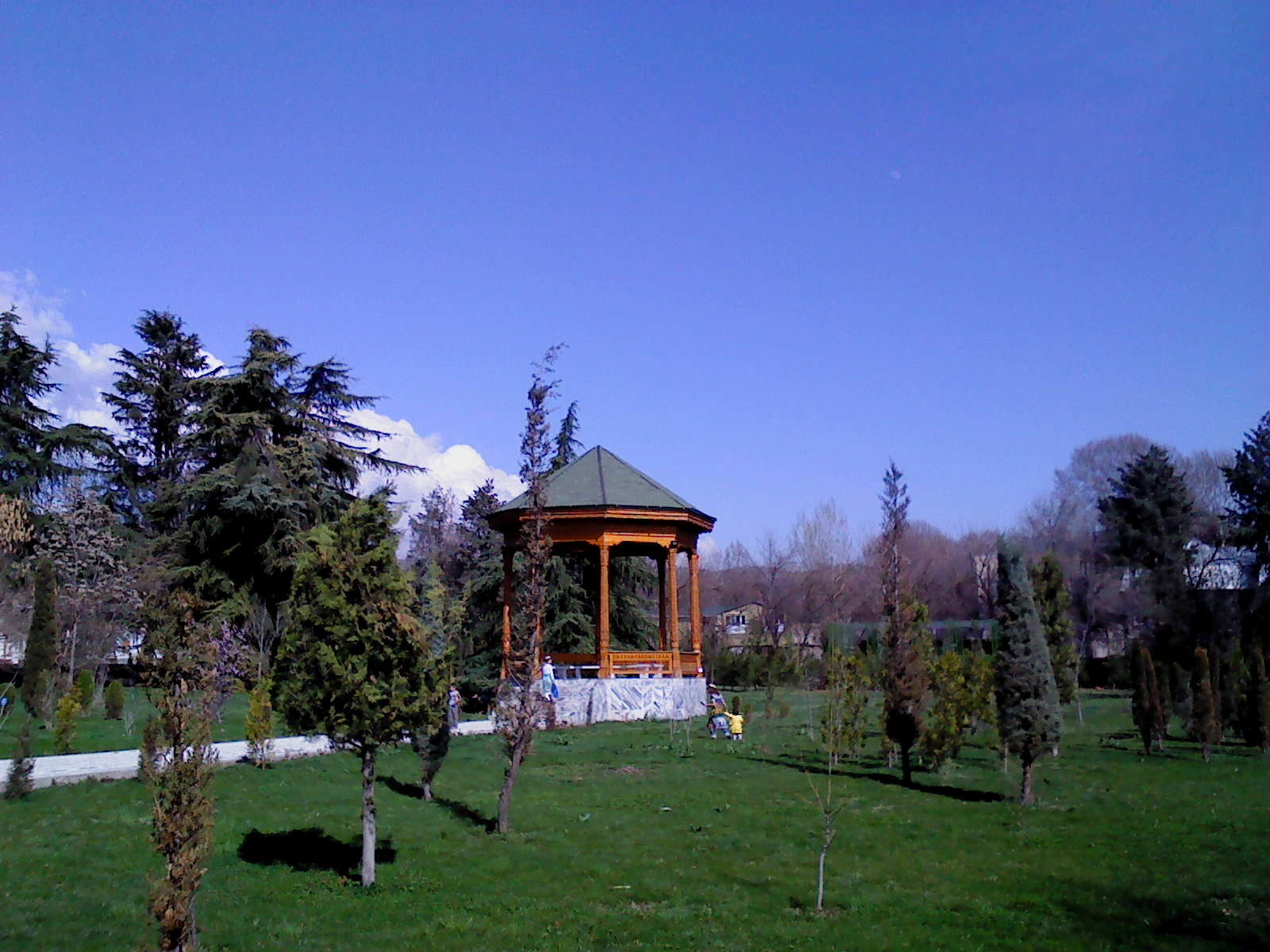
Einer der zahlreichen kleinen Pavillons im Botanischen Garten

## Anlage
Mit einer Fläche von 30 Hektar ist der Botanische Garten neben dem Rudaki-Park im Stadtzentrum eine der größten Parkanlagen der tadschikischen Hauptstadt. Der Eingang der Anlage ist in Form eines Pischtaks gestaltet, gekrönt von einer blauen Kuppel. Den Schwerpunkt der Bepflanzung im Botanischen Garten bilden Rosen, von denen circa 600 verschiedene Arten im Botanischen Garten zu finden sind, und Wacholder, der in mehr als 30 Arten auf dem Gelände wächst. Geprägt wird der Garten außerdem von Eichen, die teilweise noch aus der Zeit der Gründung des Parks stammen.
Im Botanischen Garten gibt es zudem mehrere Gebäude, unter anderem den Sitz des Botanischen Institutes Duschanbe und eine Orangerie in einem Kuppelbau. Im Jahr 2007 wurde der Park um ein Freilichtmuseum für Volkskunst ergänzt, in dem die typische traditionelle Lebensweise der Bewohner der verschiedenen Region des Landes und deren handwerkliches und künstlerisches Schaffen vorgestellt werden. In den Jahren 2010 und 2011 wurde der Park einer größeren Umgestaltung unterzogen, dabei wurden die Möglichkeiten zur sportlichen Betätigung im Park ausgebaut, mehrere kleine Holzpavillons, die vor allem für Auftritte von Musikern oder Schaustellern genutzt werden, aufgestellt und ein Sommertheater mit einer Kapazität von 1500 Besuchern eingerichtet.
Der Botanische Garten wird insbesondere im Sommer von zahlreichen Einwohnern von Duschanbe besucht, da die zahlreichen Bäume Schatten spenden und regelmäßig kleinere Kulturveranstaltungen und Darbietungen stattfinden. Besonders beliebt ist der Botanische Garten zudem bei frisch verheirateten Paaren, die sich dort fotografieren lassen.